# Luciano Onetti
Luciano Onetti (Azul, 11 ottobre 1983) è un regista cinematografico, musicista e compositore argentino.
Ha esordito nel 2013 con il lungometraggio Sonno profondo e da allora ha diretto i film Francesca (2015), Los olvidados (2017), Abrakadabra (2018) e Le Vortex Monopolaire (2021). Ha composto colonne sonore per i suoi film e per produzioni di altri registi come Ezio Massa, Daniel de la Vega e suo fratello Nicolás Onetti, e ha pubblicato tre album in studio con l'etichetta italiana Black Widow Records.

## Biografia

### Inizi eSonno profondo
Onetti è nato l'11 ottobre 1983 ad Azul, nella provincia di Buenos Aires. Mentre studiava legge a Olavarría, ha iniziato a girare scene con una telecamera Nikon indossando guanti di pelle, ispirandosi ai film dell'italiano Dario Argento e al cinema giallo degli anni '70. Ha raccolto queste scene e le ha trasformate nel suo primo lungometraggio, Sonno profondo, un film sperimentale che ha debuttato al Festival del Cinema di Sitges del 2013. Il film ha partecipato anche ad altri festival e ha ottenuto premi e nomination.

### Francesca,Los olvidadoseAbrakadabra
Nel 2015 esce il suo secondo film, intitolato Francesca e anch'esso ispirato al cinema giallo. Francesca ha debuttato al Festival di Sitges nel 2015 e ha partecipato ad altre manifestazioni come il Buenos Aires Rojo Sangre, il Morbido Film Fest in Messico e l'Festival internazionale del cinema di Porto, ottenendo nomination e premi. È stato presentato nei cinema argentini nel settembre 2017.
Nel 2017 ha diretto il film di genere slasher Los olvidados insieme al fratello Nicolás. Uscito nel marzo 2018 in Argentina, il film è interpretato da Mirta Busnelli, Damián Dreizik e Paula Sartor, e ha ottenuto una nomination nella categoria Midnight X-treme al Festival di Sitges 2017 e il premio come miglior film all'Obscura Filmfestival di Berlino. Nel 2018 ha diretto Abrakadabra, considerato la terza parte della sua trilogia gialla insieme a Sonno profondo e Francesca. Interpretato da María Eugenia Rigon e Germán Baudino, il film è uscito nelle sale argentine nel maggio 2019, dopo essere stato presentato in diversi festival. La casa discografica italiana Black Widow Records ha pubblicato tra il 2016 e il 2019 le colonne sonore dei suoi tre film gialli.
Nel 2018 i media hanno annunciato che i fratelli Onetti avrebbero diretto un adattamento cinematografico di El pulpo negro, una serie televisiva thriller presentata a metà degli anni Ottanta e interpretata da Narciso Ibáñez Menta. Tra il 2018 e il 2019, Onetti ha composto le musiche per i film Punto muerto e Al tercer día di Daniel de la Vega, e Alter Ego di Ezio Massa. Nel 2019 ha diretto insieme al fratello un segmento del film antologico A Night of Horror: Nightmare Radio.

### Vortex Monopolairee attualità
Durante la pandemia di COVID-19, Onetti ha diretto il suo primo cortometraggio commissionato dal produttore statunitense Stewart David Johnson. Il risultato è il film sperimentale Le Vortex Monopolaire, che viene selezionato per partecipare al Festival Internazionale del Cinema di Mar del Plata del 2021, nella sezione Concorso argentino, e ad altri eventi cinematografici. Nello stesso anno, Onetti pubblica il suo primo libro, un'antologia di racconti intitolata Todos mueren los domingos, con la casa editrice Bärenhaus.
Tra il 2022 e il 2023 ha composto le musiche dei film Los olvidados: Cicatrices e The Last Boy on Earth (entrambi diretti dal fratello Nicolás) e El juego de las cien velas: La última posesión, diretto da Carlos Goitia, Guillermo Lockhart e Andrés Borghi.

## Filmografia

### Regista
- Sonno profondo (2013)
- Francesca (2015)
- Los olvidados (2017)
- Abrakadabra (2018)
- A Night of Horror: Nightmare Radio (2019)
- Le Vortex Monopolaire (2021)

### Compositore
- Sonno profondo (2013)
- Francesca (2015)
- Los olvidados (2017)
- Abrakadabra (2018)
- Punto muerto (2018)
- A Night of Horror: Nightmare Radio (2019)
- Alter Ego (2021)
- Al tercer día (2021)
- Le Vortex Monopolaire (2021)
- Los olvidados: Cicatrices (2022)
- The Last Boy on Earth (2023)
- El juego de las cien velas: La última posesión (2023)